# Gregorio Ferrera
Gregorio Ferrera (Intibucá, 1880 - margem do rio Chamelecón, 27 de junho de 1931) foi um perito mercantil, contador público, militar e político hondurenho.
Na segunda década do século XX, durante o auge da era do "caudillismo" em Honduras, surge o General Gregorio Ferrera: um dos militares mais rebeldes que existiu em toda a história hondurenha. Ferrera teve participação destacada na Guerra Civil de 1919, na “Revolución Reivindicatoria” de 1924, no levante militar contra o governo do general Vicente Tosta Carrasco, na revolta contra o governo de Vicente Mejía Colindres em 1930 e na Terceira Guerra Civil Hondurenha de 1931, quando viria a falecer em combate.